# Leucaena collinsii
Leucaena collinsii är en ärtväxtart som beskrevs av Nathaniel Lord Britton och Joseph Nelson Rose. Leucaena collinsii ingår i släktet Leucaena och familjen ärtväxter.

## Underarter
Arten delas in i följande underarter:
- L. c. collinsii
- L. c. zacapana